# Mike Brown (Eishockeyspieler, 1979)
Michael W. „Mike“ Brown (* 29. April 1979 in Surrey, British Columbia) ist ein ehemaliger kanadischer Eishockeyspieler, der im Verlauf seiner aktiven Karriere zwischen 1995 und 2006 unter anderem 319 Spiele in der American Hockey League (NHL) auf der Position des linken Flügelstürmers bestritten hat. Darüber hinaus absolvierte Brown, der den Spielertyp des Enforcers verkörperte, weitere 34 Partien für die Vancouver Canucks, Mighty Ducks of Anaheim und Chicago Blackhawks in der National Hockey League (NHL).

## Karriere
Mike Brown begann seine Karriere bei den Red Deer Rebels und Kamloops Blazers in der Western Hockey League (WHL). Während des NHL Entry Draft 1997 wurde der Stürmer als insgesamt 20. Spieler von den Florida Panthers aus der National Hockey League (NHL) ausgewählt. Noch bevor er allerdings im Profibereich debütierte, war er im Januar 1999 Teil eines Transfergeschäfts, bei dem er zu den Vancouver Canucks transferiert wurde. Dorthin wechselte er gemeinsam mit Ed Jovanovski, Dave Gagner, Kevin Weekes und einem Erstrunden-Wahlrecht im NHL Entry Draft 2000, während im Gegenzug Pawel Bure, Bret Hedican, Brad Ference und ein Drittrunden-Wahlrecht im selben Draft in die andere Richtung gingen.
Während der Spielzeit 1999/2000 gab Brown sein Debüt in der American Hockey League (AHL) für Vancouvers Farmteam, die Syracuse Crunch. In der folgenden Spielzeit, die er bei den Kansas City Blades in der International Hockey League (IHL) verbracht hatte, debütierte er in der NHL für die Vancouver Canucks. Während der Spielzeit 2001/02 absolvierte er weitere 15 NHL-Partien für die Canucks, kam aber ansonsten wieder in der AHL für die Manitoba Moose zum Einsatz. Vor der folgenden Spielzeit 2002/03 wurde der Kanadier von den Mighty Ducks of Anaheim über die Waiver-Liste ausgewählt und damit unter Vertrag genommen. Er ging in insgesamt 16 Spielen für die Ducks aufs Eis, in denen ihm sein einziges NHL-Tor gelang. Ebenso lief er für deren AHL-Kooperationspartner Cincinnati Mighty Ducks auf.
Vor der Saison 2003/04 wurde der Enforcer als Free Agent von den St. John’s Maple Leafs aus der AHL verpflichtet. Nach der zwischenzeitlichen Auflösung des Arbeitsverhältnisses spielte er ab Januar 2004 für deren Ligakonkurrenten Binghamton Senators. Anschließend blieb Brown bis zum Dezember 2004 vereinslos und wurde er während der Spielzeit 2005/06 von den Norfolk Admirals mit einem neuen Arbeitspapier ausgestattet. Bei den Admirals lief er bis zum Ende der Saison 2005/06 auf. Zudem wurde er während dieser Zeit für zwei Spiele in den Kader der Chicago Blackhawks berufen, bevor er seine Karriere im Sommer 2006 im Alter von 27 Jahren frühzeitig beendete.

## Karrierestatistik
(Legende zur Spielerstatistik: Sp oder GP = absolvierte Spiele; T oder G = erzielte Tore; V oder A = erzielte Assists; Pkt oder Pts = erzielte Scorerpunkte; SM oder PIM = erhaltene Strafminuten; +/− = Plus/Minus-Bilanz; PP = erzielte Überzahltore; SH = erzielte Unterzahltore; GW = erzielte Siegtore; 1 Play-downs/Relegation; Kursiv: Statistik nicht vollständig)